# China Fortune Land Development
China Fortune Land Development est une entreprise chinoise spécialisée dans la construction et la promotion immobilière.

## Histoire
En mars 2021, China Fortune Land Development fait un défaut partiel sur un prêt de 530 millions de dollars, à la suite d'une série de mesures gouvernementales chinoises, induisant de nouvelles règlementations dans le secteur financer et immobilier l'année précédente,. En août 2021, Ping An annonce avoir subi une perte de 3,2 milliards de dollars à la suite de cette crise.